# Adolf Edward Herstein

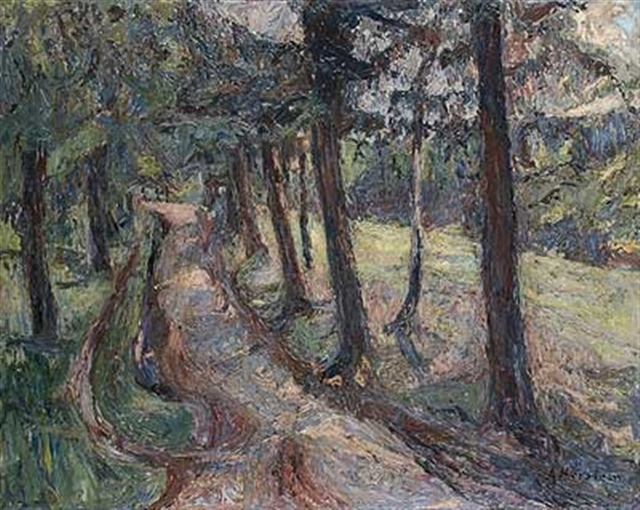
Schattiger Weg am Waldesrand

Adolf Edward Herstein  (auch Adolf Eduard Herstein, * 1869 in Warschau, Russisches Kaiserreich; † 23. Juni 1932 in Zechlinerhütte) war ein polnischer Maler und Kupferstecher, der u. a. in München bei Anton Ažbe studierte. Er lebte und wirkte in Frankreich, Deutschland und Polen.
Trotz deren Verlobung mit Walter Lübke begann der damals in München lebende Herstein im November 1893 eine Affäre mit der jungen Franziska Gräfin zu Reventlow, deren Kunstkritiker er war. Als Reventlow im Frühjahr 1894 merkte, dass sie schwanger war, wollte Herstein keine Vaterpflichten übernehmen und riet ihr deshalb, Walter Lübke zu heiraten. In Berlin war Herstein ein Mitglied der Sezessions-Kunstbewegung und des Deutschen Künstlerbundes. 1904 gründete Herstein eine private Malschule in Warschau, die bis 1911 bestand. Roman Kramsztyk war hier einer seiner Schüler.
Seine Ölgemälde entstanden in Impasto-Technik und standen stilistisch dem Impressionismus nahe. Das Museum of Modern Art besitzt ein Werk von ihm.